# Севанские рыбаки
«Севанские рыбаки» (арм. Սևանի ձկնորսները) — советский художественный фильм, посвящённый борьбе рыбаков-партизан в окрестностях озера Севан против дашнакских отрядов. Снят на 	Ереванской киностудии. Премьера фильма состоялась 25 ноября 1939 года.

## В ролях
| Актёр             | Роль       |
| ----------------- | ---------- |
| Давид Малян       | Арам       |
| Грачья Нерсесян   | Анес       |
| Тагуи Асмик       | Тагуи      |
| Ори Буниатян      | Минас      |
| Левон Зорабян     | Агабек     |
| Мурад Костанян    | Григор     |
| Гурген Джанибекян | Мхо        |
| Татул Дилакян     | Татул      |
| Амвросий Хачанян  | Погос      |
| Хачатур Абрамян   | Вагинак    |
| Миран Оганесян    | партизанка |
| Юнис Нури         | Гасым      |
| Ашот Гаспарян     | эпизод     |
| Ваган Бадалян     | эпизод     |

## Съёмочная группа
- Режиссёры — Гурген Мартиросян, Наум Дукор
- Сценаристы — Наум Дукор, Амаси Мартиросян, Ашот Шайбон
- Оператор — И. Лизогуб
- Композитор — Ашот Сатян
- Художник — Сергей Арутчян

## Отзывы критики
По словам киноведа Карена Калантара, в этом фильме была намечена острая драматическая коллизия и интересные характеры. Но, в то же время, по словам киноведа, имели место недостатки драматургии, которые помешали актёрам «сполна выявить свои возможности». Как отмечает Калантар, на образах героев фильма, в частности Арама (Д. Малян), отразилась облегчённая интерпретация истории, характерная для этого фильма.
Как отмечал киновед Сабир Ризаев, доводя до напряжения момент ожидания Арамом Тагуи (Асмик), режиссёры фильма сумели в нем обобщить тревожные будни гражданской войны. Радость же долгожданной встречи подчеркнула, по словам Ризаева, значимость победы. Одним же из существенных недостатков фильма Ризаев называет то, что этот фильм во многом повторял уже достигнутые в «Каро» и «Зангезуре» мотивы и образы. К примеру, по мнению Ризаева, артист Гурген Джанибекян не смог добавить ничего нового к образу хмбапета (командира группы) Мхо, повторив по существу, тот же образ Сако из «Зангезура».